# Palača Belgramoni - Tacco
Palača Belgramoni-Tacco (italijansko palazzo Belgramoni-Tacco) je dvorec v mestu Koper. Zgrajen je bil okoli leta 1600. V njem so elementi renesanse in baroka, vendar na splošno velja za manieristično stavbo. Dvorec je trenutno sedež Pokrajinskega muzeja Koper in je zaščiten kot kulturni spomenik lokalnega pomena.

## Zgodovina
Palačo Belgramoni-Tacco je zgradila stara mestna rodbina Belgramoni okrog leta 1600. Njeno dvojno ime priča o še nepojasnjeni zakonski zvezi med dvema rodbinama elitnega plemstva. Palača naj bi bila zastavljena v igri na karte, pri čemer je zmagal plemič iz rodbine Tacco in tako je palača pripadla rodbini Tacco (Plemiči so največkrat s porokami združili imeni in premoženje dveh družin).

## Zunanjost
Zunanjščina palače kaže sicer v osnovi značilno baročno zasnovo, ki je razvidna predvsem v strnitvi fasadnih prvin v središčnem delu pročelja, tako v pritličju kot v nadstropju, vendar tipične baročne osi še ni, le-ta teče med srednjima oknoma kvadrifore in ne po sredi okna, kot je to značilno za baročno zasnovo.
Na pročelju je razvidna središčna os z visokim vhodom in bradato glavo (mascherone), ki predstavlja sklepnik nad vhodom. Središčni del je poudarjen z velikim polkrožnim portalom in dvema zamreženima oknoma ob straneh. V nadstropju se odpira kvadrifora, ki je najizrazitejši element pročelja in predstavlja element, ki je del vdiranje baroka v Koper. Okenske odprtine se polkrožno končujejo z volutastimi sklepniki in so arhitravirane. V spodnjem delu je kamnita balustrada. Podobno zgradbo imajo vsa okna prvega nadstropja. Okna pritličja, mezanina in drugega nadstropja so pravokotna in majhna. Na vrata v pritličju je bil vdelan znamenit tolkač, ki naj bi ga izdelal renesančni kipar Tiziano Aspetti (okoli 1565–1607). Tolkač je iz brona in predstavlja Venero, danes pa ga nadomešča moderna kopija. 
Stavba ni ometana in kaže strukturo zidu iz sivega kamna. Ostala zunanjščina je v primerjavi s pročeljem skromnejša, zlasti dvoriščna fasada vrta, ki je nekdaj segal vse do Župančičeve ulice, kamor se je odpiral s portalom.
Starejša stavba, ki je nekdaj mejila na pomembno prometnico pristanišča proti mestnemu središču, je bila s kasnejšimi prenovami povsem zakrita. Nepravilen tloris, potlačena streha, kamnoseška oprema na zunanjem plašču ter notranja razporeditev prostorov pričajo o posegih tja do konca 18. stoletja, zato nekateri pisci opredeljujejo palačo kot primer zgodnjebaročne arhitekture. Pri zadnjih restavratorskih posegih se je izkazalo, da je zasnova stavbnega plašča grajena na starejši zgradbi, ki je imela stopnišče na južni strani. Središčna os, ki na čelni strani nima ustrezne poteze v drugem nadstropju, ni znak predbaročnega sloga, temveč posledica opuščene gradnje celega nadstropja. Celota arhitektonskih elementov na fasadi narekuje drugačen nadstropni zaključek, kot ga srečamo na ostalih pomembnejših patriacijskih palačah v Kopru. 
Za palačo je značilna prevladujoča navzočnost renesanse, ki se odraža v ravnovesni skladnosti arhitektonskih prvin in celotne stavbne mase. Čeprav ima palača nekatere značilnosti renesanse in se nagiba k baročni oblikovalni miselnosti, jo stilno uvrščamo v obdobje manierizma. 

## Notranja dekoracija
Notranjščina je tipična za koprske (pa tudi izolske in piranske) baročne palače, saj je zasnova popolnoma baročno organizirana. Baročna notranjosti palače Belgramoni-Tacco se izraža zlasti v sorazmerni razporeditvi prostorov in koncentracijo glavnih prostorov v prečni osi stavbne gmote (slavnostna dvorana in atrij). Stopnišče, ki je v zrelem baroku dobilo enega izmed centralnih pomenov (tako po disponiranosti kot oblikovanosti), nastopa kot samostojno stavbno telo, le da stoji ob strani in ne v osi. 
Iz prostornega atrija vodijo vrata v pritlične prostore, ki so služili najrazličnejšim namenom. Atrij je tlakovan z bleščečim beneškim terrazzom (teraco), nasproti glavnega portala pa se nahaja ravno tako velik portal, ki vodi v bogat in lepo urejen vrt, v katerem je muzejski lapidarij. Sredi leve stene atrija se odpira stopnišče, ki z eno ramo vodi do podesta, ki omogoča dostop v prostore mezanina, potem pa se v dveh ramah nadaljuje do velike slavnostne dvorane in stranskih salonov. V slavnostno dvorano prihaja svetloba z dveh strani: s pročelja, kjer se odpira s kvadriforo, in z oken, ki se odpirajo v vrhnji fasadi. V drugo nadstropje vodijo mlajše zavite lesene stopnice iz salona v desnem krilu stavbe. V drugem nadstropju najdemo sobe, ki so precej nižje kot prostori prvega nadstropja. Dostop do sob v levem krilu omogoča galerija, ki poteka skorajda pod stropom velike dvorane in daje prostoru še eno dimenzijo. Večina sob ima lesene strope z vidnimi tramovi. 
Baročne palače (npr.: Belgramoni-Tacco in Gravisi-Barbabianca) so bile dejavno vključene v obstoječo strukturo. Pri prenovi so graditelji upoštevali ustaljene prostorske vrednote, ki sta jih izoblikovala romanski in gotski Koper, čeprav je takrat gradnja težila k zidanju stavb v višino, zato je prihajalo do preseganje ustaljenega in sklenjenega gabarita ulic in trgov. V zgradbi ima svoj sedež Pokrajinski muzej Koper. 